# Stanisław Gudzowski
Stanisław Eugeniusz Gudzowski (ur. 3 stycznia 1954 w Żaganiu) – polski polityk, poseł na Sejm IV kadencji.

## Życiorys
Ukończył w 1973 liceum ekonomiczne. Początkowo pracował jako specjalista ds. księgowości w Chodzieży i programista w Poznaniu. Od 1981 do 1998 był dyrektorem w zakładach zbożowych w Zielonej Górze. W 2000 został zatrudniony jako inspektor w powiatowym urzędzie pracy.
Od 1990 do 1992 zasiadał w radzie gminy Sulechów. Od listopada 1990 do stycznia 1991 sprawował funkcję jej burmistrza. Zasiadał w radzie powiatu zielonogórskiego I kadencji z listy Akcji Wyborczej Solidarność. W wyborach parlamentarnych w 2001, otrzymawszy 6197 głosów, został wybrany na posła IV kadencji z listy Ligi Polskich Rodzin w okręgu zielonogórskim. W wyborach w 2005 bezskutecznie ubiegał się o reelekcję (otrzymał 3375 głosów), a w wyborach samorządowych w 2006 bez powodzenia kandydował na radnego i prezydenta Zielonej Góry (otrzymał 0,94% głosów).
Od 1980 działał w NSZZ „Solidarność”. Od 1991 do 1992 był sekretarzem zarządu wojewódzkiego Porozumienia Centrum. W 1992 przeszedł do Ruchu dla Rzeczypospolitej, w którym pełnił tę samą funkcję. Następnie należał do Ruchu Katolicko-Narodowego. Do lutego 2007 kierował strukturami LPR w województwie lubuskim. Następnie wystąpił z tej partii i przeszedł do Ruchu Ludowo-Narodowego. W przedterminowych wyborach parlamentarnych w 2007 bez powodzenia kandydował z listy Prawa i Sprawiedliwości jako przedstawiciel tego ugrupowania. W 2023 wystartował do Sejmu z ramienia partii Polska Jest Jedna.